# 37 Days
37 Days — альбом американської співачки Бет Гарт, випущений в деяких частинах Європи в 2007 році, і потім у Великій Британії в 2008 році. Доступна також DVD-версія альбому. Версія компакт-диска у Великій Британії  містить додаткові доріжки «LA Song» «Learning to Live» і «Leave the Light On». «Soul Shine» — це кавер на пісню «Soulshine», написану гітаристом The Allman Brothers Band Ворреном Гейнсом. 

## Доріжки
| #   | Назва              | Тривалість |
| --- | ------------------ | ---------- |
| 1.  | «Good as It Gets»  | 3:57       |
| 2.  | «Jealousy»         | 4:29       |
| 3.  | «One Eyed Chicken» | 4:52       |
| 4.  | «Over You»         | 4:19       |
| 5.  | «Sick»             | 4:37       |
| 6.  | «Face Forward»     | 2:45       |
| 7.  | «Soul Shine»       | 4:31       |
| 8.  | «Forever Young»    | 4:10       |
| 9.  | «Easy»             | 6:04       |
| 10. | «Heaven Look Down» | 3:20       |
| 11. | «Missing You»      | 4:31       |
| 12. | «Waterfalls»       | 3:53       |
| 13. | «Crashing Down»    | 6:19       |
| 14. | «At the Bottom»    | 4:53       |